# Neptunbolaget
Bärgnings- och dykeriaktiebolaget Neptun, även kallat Neptunbolaget, var ett bolag för bärgnings- och dykeriverksamhet, grundat 1870 i Stockholm av Edward O. Liljewalch.
Edward O Liljewalch var chef för Neptunbolaget till 1906 och arbetade upp det till ett stort och välrenommerat bärgningsbolag med bland annat tolv bärgningsfartyg och en internationell verksamhet. Bolagets första fartyg var ångaren Neptun, som byggdes 1870 på W. Lindbergs Varvs- och Verkstads AB i Stockholm. Detta fartyg, 43,67 meter långt och på 243 bruttoton, var sedan i tjänst till 1956.
Bolaget köptes 1943 upp av Broströmskoncernen men fortsatte att använda namnet Neptun för sin bärgningsverksamhet utomlands.
Bolaget utövade verksamhet i såväl Nord- som Östersjön och fram till 1932 även i Medelhavet, varefter verksamheten inskränktes till nordeuropeiska farvatten. 
Neptunbolaget genomförde flera uppmärksammade bärgningar som den av det brittiska slagskeppet Howe vid Ferrol 1892-93 och pansarskeppet Tapperheten 1914.
Den mest kända bärgningen var bärgningen av Regalskeppet Vasa som avslutades 1961. Men även ubåten Ulven bärgades av Neptunbolaget.
Dom stora pontonerna Oden och Frigg tillverkade 1898 och utrangerade 1967 användes vid ett flertal bärgningar tex just Vasa och Ulven.